# Víctor Sodero Nievas
Víctor Hugo Sodero Nievas (Villa María, 15 de julio de 1950) es un abogado, jurista y político argentino que ejerció como presidente del Superior Tribunal de Justicia de la provincia de Río Negro en los años 2001, 2004, 2007, y entre 2010 y 2013. Antes de su carrera jurídica mantuvo una trayectoria política dentro del Partido Justicialista, opositor a nivel provincial, ejerciendo como concejal municipal de Sierra Grande, y diputado nacional en representación del distrito rionegrino entre 1989 y 1993. Posteriormente se presentó como candidato justicialista a gobernador provincial en las elecciones de 1991, resultando electo Horacio Massaccesi, de la Unión Cívica Radical.

## Biografía
Sodero Nievas nació en Villa María, Córdoba, el 15 de julio de 1950, hijo de Erminio Martín Sodero y Margarita Nievas. Cursó sus estudios Facultad de Derecho y Ciencias Sociales de la Universidad Nacional de Córdoba. 
Además de abogado, procurador y notario. También cursó un Máster en Sociología, (Universidad Nacional de Lomas de Zamora),  un Doctorado en Derecho Penal y Ciencias Penales (USAL). Es Magíster en Derecho y Magistratura Judicial,(Universidad Austral),  y es especialista en negociación y métodos alternativos de resolución de conflictos y mediador profesional. además de especialista en  "Medio Ambiente",  "Comunidades Originarias", "Usuarios y Consumidores". Especializado en Derecho Público, Derecho Constitucional, Derecho Administrativo, Derecho Procesal. Realizó el Seminario para el "Doctorado de Ciencias Jurídicas"  ("UCA") y "Política Exterior y relaciones Internacionales"(USAL)  etc. Desde allí reducir los plazos para revolver los expedientes disciplinarios. 
Después de recibirse se trasladó a Sierra Grande, provincia de Río Negro, el 11 de febrero de 1973. Allí fundó el primer  estudio jurídico  y posteriormente desarrolló su carrera política en dicho movimiento siendo Secretario de Trabajo durante el gobierno de "Mario José Franco"..
Con el final de la dictadura militar autodenominada Proceso de Reorganización Nacional (1976-1983) y el retorno de la Argentina a la democracia, Sodero Nievas resultó elegido concejal municipal de Sierra Grande por el período 1983-1985 y elector del presidente de la Nación representando al Partido Justicialista. En 1989 se presentó como primer candidato a diputado nacional por su partido en las elecciones legislativas del mismo año. En paralelo con la victoria de Carlos Menem y su elección como presidente, Sodero Nievas infligió a la Unión Cívica Radical su primera derrota electoral en Río Negro desde su llegada al poder, obteniendo el 42,95% de los votos positivamente emitidos sobre el 36,31% del postulante radical y exministro de Gobierno Oscar Alfredo Machado. Ejerció el cargo de diputado entre el 10 de diciembre de 1989 y el 10 de diciembre de 1993, período durante el cual recibió un diploma al «mejor legislador Nacional», Entre los cientos de proyectos presentados, se destaca  la creación de la Institución de la " Probation" entre otros de notable importancia institucional .Entre otros proyectos presentó la obligatoriedad de  que funcionarios públicos emitan una  declaraciones de bienes y actividades y la posibilidad de realizar controles aleatorios sobre patrimonio. 
La victoria electoral le permitió a Sodero Nievas ascender rápidamente dentro del justicialismo rionegrino, ganando las elecciones internas de su propio partido y ser así proclamado candidato a gobernador de cara a las elecciones provinciales de 1991, debiendo competir contra el gobernador Horacio Massaccesi. Oscar Albrieu fue candidato a vicegobernador y compañero de fórmula de Sodero Nievas. Sus principales consignas electorales fueron «Gobernar con la verdad» y «Para cambiar Río Negro». Los principales escollos para su candidatura fueron un supuesto pacto entre el gobierno de Menem y el radicalismo rionegrino para descalabrar su campaña. En los comicios del 11 de agosto de 1991, Sodero Nievas fue derrotado Massaccesi, luego que el gobernador robara las arcas del tesoro Nacional que estaban en la ciudad de Gral Roca para luego abonar los sueldos de toda la administración pública y así poder dar vuelta una elección que estaba perdida. Massaccesi obtuvo el 46,44% de los votos sobre el 26,45% del postulante justicialista, dichas elecciones fueron denunciadas por fraude.
Sodero Nievas fue designado por Massaccesi como presidente de la Casa de Río Negro, y después de su mandato como diputado se dedicó exclusivamente a la actividad jurídica y académica, siendo designado Mandatario de la Ciudad Autónoma de Buenos Aires. En mayo de 2000, con apoyo bipartidista fue designado miembro del Tribunal Superior de Justicia de la provincia de Río Negro, cargo en el que se mantendría hasta su renuncia el 28 de junio de 2012 y su posterior alejamiento el 31 de enero de 2013. Presidió el organismo en los años 2001, 2004 y 2007, y nuevamente entre los años 2010 2012 y 2013.
Mientras transcurría su período en el Tribunal desplegó una intensa actividad en toda la provincia a la que conocía profundamente, llevó adelante la modernización y actualización de todo el Poder Judicial ,  asumiendo la conducción de la "Biblioteca Central del Poder Judicial de Río Negro" a partir del año 2000, permitiendo la actualización de los jueces, abogados y empleados  con todas las especializaciones de "derecho público y privado" y conexiones "on line"  para mejorar el servicio de Justicia y el acceso a todas las circunscripciones judiciales. Durante su gestión se  crearon y pusieron en marcha  los     "Juzgados de Paz",  con la asignación de la "menor cuantía" y la implementación de la "Conciliación y la Mediación en todas las materias", "Carta de los derechos de los Ciudadanos ante la Justicia", que le valió la distinción en el año 2012 por la Secretaría de la Función Pública de la Nación por los "mejores niveles de cálidad y acceso a la Justicia",  Creación de la "Cuarta Circunscripción Judicial" con asiento en la ciudad de Cipolletti, Reforma del "Código Procesal Penal", del "Código Procesal Civil" y la creación del "Fuero de Familia". Construcción de la "ciudad Judicial de Gral Roca" ( 20.000 m² aprox.); "Nueva sede judicial de Villa Regina y de Choele Choel"; "Casas de Justicia"( El Bolsón, Catriel, Río Colorado, Sierra Grande, Ing. Jacobacci, Chimpay) ; creación de los "CEJUMES" ( Centros Judiciales de mediación en toda la provincia de Río Negro ); Creación de las "oficinas de atención al ciudadano"; "Centros judiciales de conciliación laboral". Las obras edilicias nuevas y refaccionadas suman otros 20.000 m², con la correspondiente renovación de  mobiliario e informatización correspondiente.
Creó y presidió el  "Comité de Evidencia Científica" conjuntamente con autoridades del "Instituto Balseiro" de la ciudad de San Carlos de Bariloche y la colaboración del "Federal Judicial Center" de EE. UU. con el objeto de acercar las "ciencias y arte Forense" a los magistrados y funcionarios del Poder Judicial; Organizó y coordinó los cuerpos médicos forenses de las cuatro circunscripciones judiciales de la provincia de Río Negro, y lo propio hizo con los demás equipos técnicos auxiliares, incluidos los "Asistentes sociales".Creación del "Comité de Calidad del Poder Judicial de río Negro" . Durante su gestión tuvo lugar el "Primer Parlamento de Pueblos Originarios de la Patagonia". Participó activamente en el "Foro Patagónico de Superiores Tribunales de Justicia y en la "Junta Federal de Cortes y Superiores Tribunales de Justicia"( de las que fue presidente y secretario respectivamente). Fue autor del Proyecto de "Creación del Foro Patagónico de Superiores Tribunales de Justicia" , ( "Tribunal Regional de Casación de la Reg, Patagónica") siguiendo las directivas del Dr. Augusto Mario Morello ( Escuela de Der. Procesal de la Plata).  Creó y organizó la "Oficina de la Mujer",  difundiendo el paradigma de "No violencia ni discriminación contra la mujer" y las Convenciones Internacionales respectivas, comenzando en la provincia de Río Negro  a incursionar en la política de "perspectiva de género e igualdad".
Los "standars" de rendimiento y calidad alcanzados durante su gestión permitieron durante el último año resolver las causas dentro del término de 1 año. Además durante su presidencia se logró la ampliación del Convenio de transferencia de la Caja de Previsión Social de la  provincia de Río Negro  a la Nación lo que permitió que los Magistrados y Funcionarios accedieran a los beneficios de la Ley 24018. (Ley de Jubilaciones).
Fue objeto de persecución política  por parte del candidato justicialista Carlos Ernesto Soria  quien había prometido durante su campaña electoral en 2011 que buscaría someterlo a juicio político. El 1 de enero de 2012, a horas de que Soria fuese asesinado por su esposa, Susana Freydoz, Sodero Nievas desmintió públicamente que no se trataba de un "accidente doméstico" sino de un "homicidio". Soria también  lo había  acusado de irregularidades administrativas por haber dado consentimiento para que sus pares en el Tribunal, Alberto Balladini y Luis Lutz percibieran en efectivo las correspondientes  sumas compensatorias por vacaciones no gozadas. La Legislatura de la provincia de Río Negro archivó dicho expediente por no pasar el examen preliminar. Cabe acotar que al momento de la muerte del gobernador Soria, era el único miembro del STJ que quedaba en funciones ya que el Dr. Luis Lutz y el Dr. Alberto Balladini ya habían renunciado.El Dr. Sodero Nievas, defendió la Institucionalidad y la Independencia del Poder Judicial en esas circunstancias de lo contrario se hubiera intervenido federalmente al Poder Judicial.
Entre sus logros académicos y cientos de conferencias dictadas, se destaca el premio que le fuera otorgado ("Medalla de Oro") en el concurso en homenaje al   "Dr. Norberto Centeno"  al cumplirse  los 10 años de la sanción de la "Ley de Contrato de Trabajo" por FEDETRA (Foro de Estudios de derecho del Trabajo-BsAs 1985); "Distinción a la Trayectoria Académica" otorgada por la Universidad Nacional de Buenos Aires (UBA/2010) .Publicó además   las obras:  "Derecho Procesal Constitucional" ("Control de Constitucionalidad"); "Comité de Evidencia Científica" ( organización y puesta en marcha del Comité,  ); "Código Procesal Penal de la Provincia de Río Negro" ( editado por el Colegio de Abogados de Viedma/Río Negro con la participación del Dr. Hugo Lapadat); "Justicia e Historia de la Patagonia de cara al siglo XXI" (Editado por el "Foro Patagónico de Superiores Tribunales de Justicia");  "Derecho Administrativo Federal", ( capítulo específico de Río Negro, obra colectiva del Dr, Fernando García Pullés editado por Ed. "La Ley"); "Código Penal Comentado" (parte general, obra colectiva dirigida por los Dres. Julio Báez y Miguel Arce Aggeo editado por Ed. "Cathedra Jurídica"); "Tratado de Derecho Judicial" (obra colectiva dirigida por el Dr. Luis Vigo, Ed. "La Ley"); y colaboró en la obra del Dr. Juan Carlos Cassagne " El Principio de Legalidad y el Control de Discrecionalidad"  junto con los Dres. Oscar R. Aguilar Valdez, Pablo Esteban Perrino, Estela Sacristán y Juan Pablo Martini ( Ed. B. de F. Julio César Faira editor. Montevideo Buenos Aires) .
El caso "Sodero Nievas" constituyó el primer "Lawfare" de la República Argentina durante el gobierno de Alberto Weretilneck,(sucesor de Carlos Soria), donde se continuó con la persecución, ahora judicial penal, con la imputación de un delito inexistente por la "donación de 1019 libros jurídicos de su biblioteca personal, a la Biblioteca del  Poder Judicial de Río Negro en el año 2001 . Causa en la que terminó finalmente sobreseído por inexistencia de delito, conllevando además la posterior destitución del juez Fabio Igoldi por su mal desempeño. Actualmente la causa se encuentra abierta por la Comisión de Derechos Humanos de la OEA. 